# Oostelijk tijmblauwtje
Het oostelijk tijmblauwtje (Pseudophilotes vicrama) is een vlinder uit de familie van de Lycaenidae, de kleine pages, vuurvlinders en blauwtjes.

## Kenmerken
De spanwijdte bedraagt 10 tot 11 millimeter. De soort komt voor van Oost-Europa tot de Tiensjan en westelijke delen van China. In Nederland en België komt hij niet voor. De vlinder vliegt tot hoogtes van 1900 meter boven zeeniveau. De vliegtijd is van april tot augustus in twee jaarlijkse generaties.

## Leefwijze
Als waardplanten gebruikt het oostelijk tijmblauwtje soorten tijm en Satureja. De eitjes voorden vooral op de bloemen afgezet.

## Ondersoorten
- Pseudophilotes vicrama vicrama
- Pseudophilotes vicrama cashmirensis (Moore, 1874)
- Pseudophilotes vicrama clara (Christoph, 1887)
- Pseudophilotes vicrama pallida (Shchetkin, 1960)
- Pseudophilotes vicrama schiffermulleri (Hemming, 1929)